# Cavallers de la Creu de l'Estrella Roja
Els Cavallers de la Creu de l'Estrella Roja o Orde Militar dels Croats de l'Estrella Roja o Canonges Regulars de la Santíssima Creu de l'Estrella Roja, en llatí Ordo Militaris Crucigerorum cum Rubea Stella o Canonici Regulares Sanctissimae Crucis a Stella Rubea, coneguts també com a Crucífers de l'Estrella Roja (en llatí Crucigeri a Stella Rubea o Stellaferi) són un orde religiós, nascut com a fraternitat laica i convertit en orde de canonges regulars, originari de Bohèmia i dedicat a l'assistència als malalts. Els seus membres portaven armes, costum que va ser confirmat i que va portar que fos considerat com un orde militar.

## Història

### Fundació
L'orde neix quan Agnès de Bohèmia a Praga en 1233, al costat d'un convent de franciscans també fundat per ella. Per gestionar-lo, crea una fratertina de laics, basada en l'espiritualitat franciscana. Es converteix, així, en l'únic orde masculí fundat per una dona i l'únic orde religiós fundat a Bohèmia. En 1235, l'hospital va ser dotat per la família reial amb unes terres, llegat confirmat pel papa Gregori IX el 18 de maig de 1236, però les rendes de les quals havia de compartir amb les clarisses del convent contigu; tres anys després, les clarisses van renunciar a la jurisdicció sobre l'hospital. La fraternitat, mentrestant ha estat convertida en orde religiós per Gregori IX, en 1238: els seus membres seguirien la Regla de Sant Agustí.
Al llarg de la història, va ser costum que aquests membres, encara majoritàriament laics, portessin armes; l'ús va ser confirmat el 1292 per un legat del papa Nicolau IV. El gran mestre de l'orde era investit amb una espasa i l'orde va ser reconegut com a orde militar pels papes Climent X i Innocenci XII, i pels emperadors del Sacre Imperi.

### Desenvolupament
Poc després, la fundadora Agnès va obrir un altre hospital, prop del Pont de Carles, a Praga, que esdevé la casa mare de l'orde: al nom de l'orde s'afegí l'esment in latere (pede) pontis (Pragenis) ("al peu del pont de Praga"). Agnès demanà a la Santa Seu alguna marca distintiva que distingís aquests cavallers d'altres que també portaven a l'hàbit una creu vermella: el bisbe Nicolau de Praga va concedir-los l'ús d'una estrella de sis puntes de color vermell, el 10 d'octubre de 1250; possiblement deriva del blasó del primer superior de l'orde, Albrecht von Sternberg.
L'orde tenia, cap al 1253, extenses possessions a Bohèmia i aviat en guanyà en altres llocs. A Wrocław obrí una fundació a partir de la qual se'n crearen d'altres. La seva tasca en hospitals i establiments similars fa que tingui una ràpida difusió, principalment a Bohèmia, Polònia, Hongria i Silèsia, part del Sacre Imperi. Juntament amb l'assistència sanitària, els membres feien assistència espiritual; de mica en mica, els laics van acabar essent substituïts per preveres. Aviat, també s'encarregaren de parròquies i esglésies. Van tenir un paper important en la lluita contra la difusió de les idees de Jan Hus. Durant les guerres hussites, la casa mare de l'orde va ser destruïda i l'orde va estar a punt de desaparèixer.
La reforma protestant i les guerres contra Suècia van ser altres moments difícils per a l'orde. En aquestes, van actuar com a cavallers d'un orde militar al setge de Cheb. A més, l'hospital de Praga va servir com a primer estatge d'alguns ordes que començaven a establir-se al regne: els jesuïtes (1555) i els caputxins (1599). Des de mitjan segle xvi, el càrrec de gran mestre de l'orde el va ocupar l'arquebisbe de Praga, però cap al final del segle xvii, va tornar a ésser elegit entre els cavallers de l'orde, que va ésser reformada.

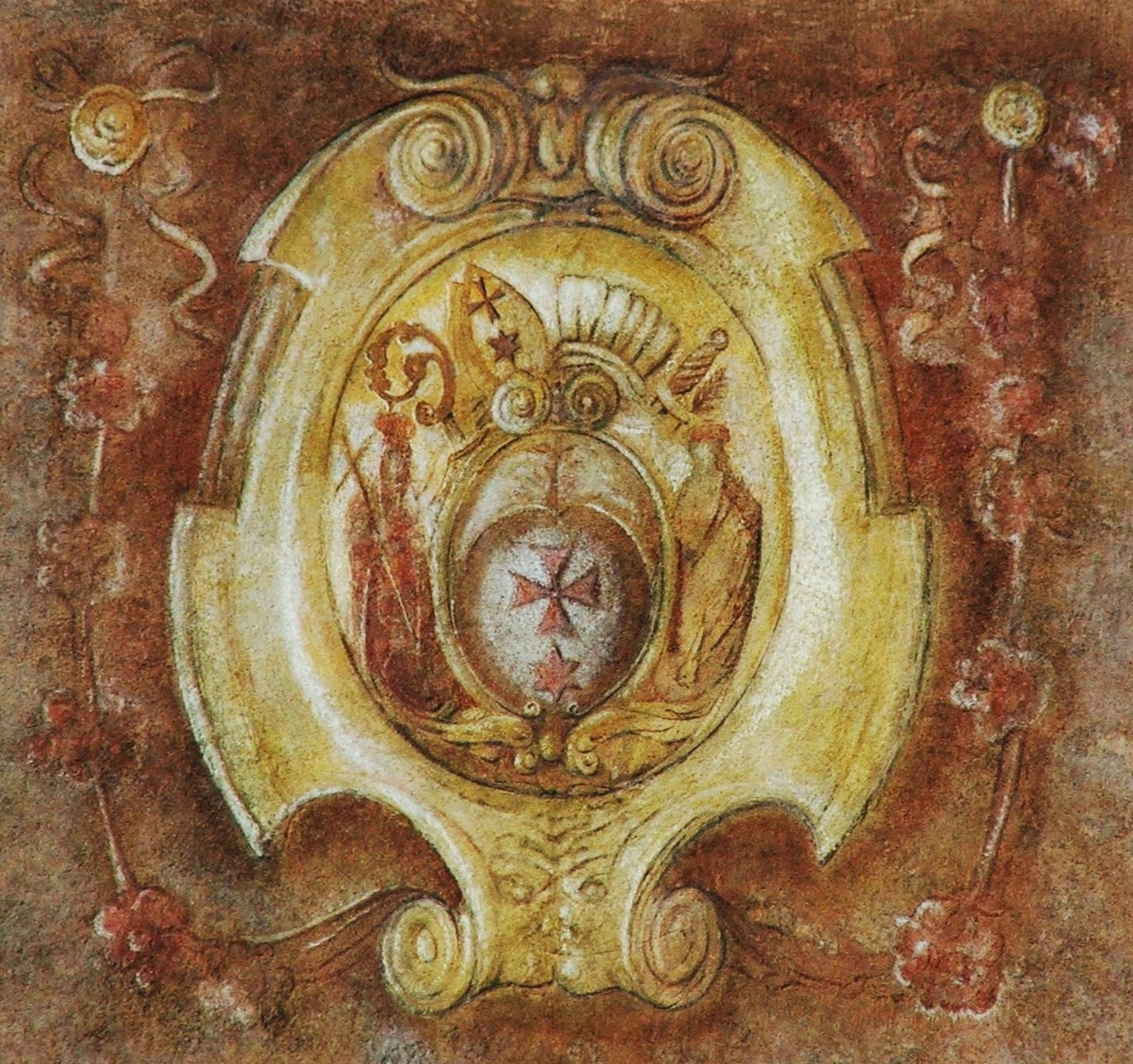
Escut de l'orde en un fresc del segle xvii al castell de Dobřichovice, residència d'estiu dels grans mestres
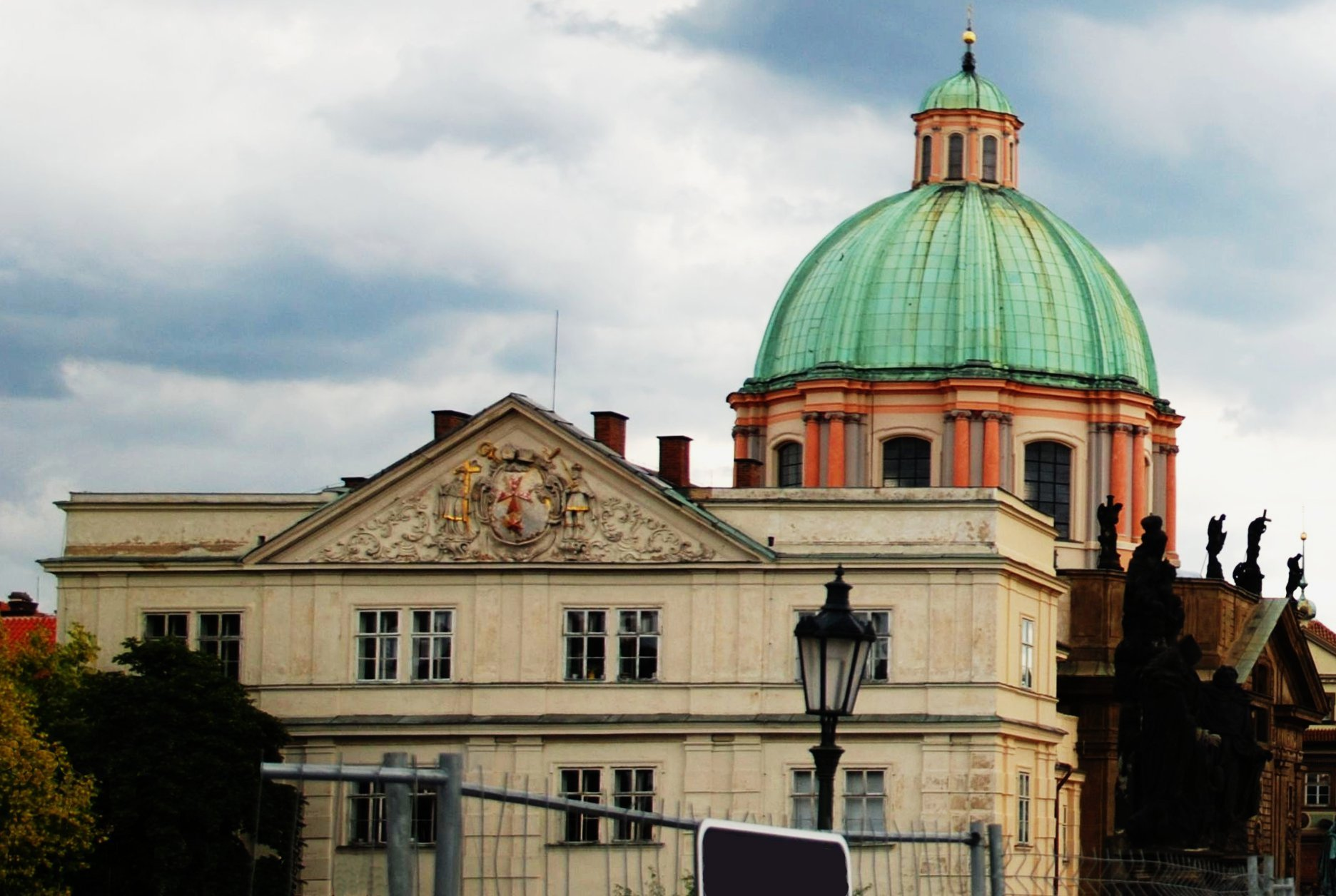
Casa mare de l'orde, a Praga
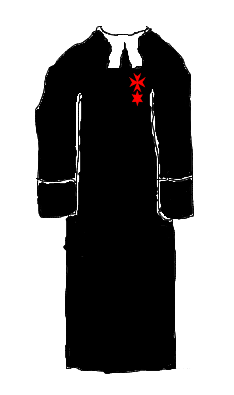
Hàbit dels canonges de l'orde
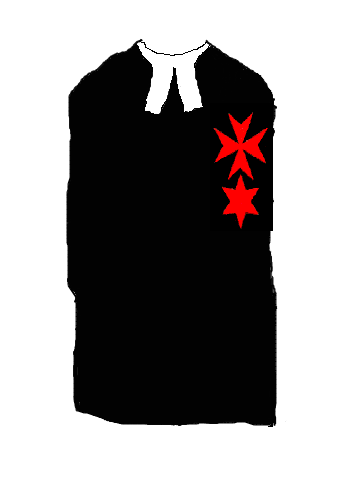
Capa de l'hàbit

George Ignatius Paspichal (1694-99) fou el primer gran mestre de la nova etapa i va restaurar els ideals primigenis, especialment el de la caritat. Encara avui, el monestir de Praga manté dotze internats i distribueix diàriament menjar entre quaranta necessitats. Alguns cavallers van assolir fama en la ciència, com Mikuláš Kozař of Kozařov (mort 1592), matemàtic i astrònom, o Jan František Beckovský (1658 - 1725), botànic, fundador del jardí botànic de Praga.

## Actualitat
L'orde és avui un orde de canonges regulars dedicat a l'assistència sanitària, a més de l'apostolat. La seva difusió és essencialment a Bohèmia, amb la seu principal a l'antiga casa mare vora el pont de Carles, a Praga, recuperada per l'orde en 1990, ja que fins llavors, i des de 1945, havia estat prohibida pel règim comunista.
Al final de 2005, comptava amb 19 membres, 17 d'ells sacerdots, en dues cases.